# Dekadentyzm

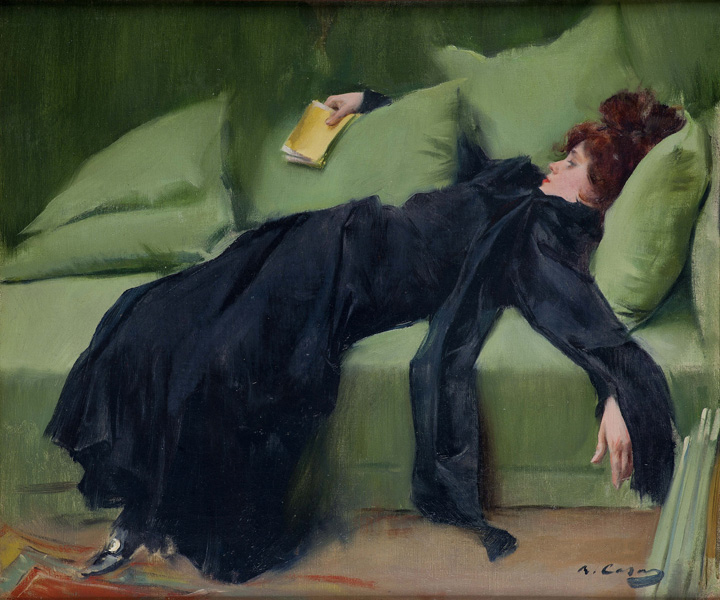
Młoda dekadentka. Obraz Ramona Casasa z 1899 r.

Dekadentyzm (z fran. décadence – „chylenie się ku upadkowi”, „schyłek”) – nurt światopoglądowy i artystyczny funkcjonujący na przełomie drugiej połowy XIX i początku XX wieku, cechujący się przeświadczeniem o kryzysie i rychłym upadku tradycyjnych form kultury zachodniej. Jego podłożem były zjawiska związane z postępującym procesem urbanizacji i industrializacji objawiające się erozją dotychczasowych układów i więzi społecznych oraz kwestionowaniem tradycyjnych norm moralnych i obyczajowych.
Dekadentyzm we Francji pokrywa się z symbolizmem, a w Wielkiej Brytanii z estetyzmem. Postacią kluczową dla dekadentyzmu, symbolizmu i estetyzmu był francuski poeta i krytyk sztuki Charles Baudelaire i jego zbiór wierszy Kwiaty zła.

## Termin
Termin „dekadentyzm” był używany już w XVIII wieku i można go znaleźć na przykład u Monteskiusza. Określał on wówczas tendencję w poezji poetów rzymskich okresu końca starożytności, którą charakteryzował irracjonalizm, pesymizm i emocjonalizm. Początkowo termin miał charakter pejoratywny, jednak w XIX wieku poeci francuscy zaczęli mu nadawać znaczenie pozytywne. Przez pewien okres termin utożsamiano z tendencjami symbolistów francuskich (takich jak Charles Baudelaire, Paul Verlaine czy Arthur Rimbaud). W treściach publicystycznych – szczególnie z zakresu psychologii i parapsychologii – dekadentyzm próbowano zdefiniować, jako rodzaj „newrozy” (nerwicy).
W ten sposób można interpretować użycie tego słowa przez Théophile’a Gautiera w 1868 w przedmowie do Kwiatów zła Charles’a Baudelaire’a. Podobną wymowę ma słowo décadence użyte w wierszu Paula Verlaine’a Langueur. Termin został spopularyzowany przez Anatola Baju, który założył w 1886 czasopismo Le Décadent.
Dekadentyzm silnie inspirowany był również romantyczną powieścią gotycką, Wyznaniami angielskiego opiumisty Thomasa de Quincey’ego oraz twórczością Edgara Allana Poego, Johna Keatsa i mniej znanego George’a Crabbe’a. Za tzw. „biblię dekadentyzmu” uważa się Na wspak Jorisa-Karla Huysmansa.

## Idea
Swoje korzenie filozoficzne dekadentyzm znalazł w dziełach Schopenhauera, Fryderyka Nietzschego i Eduarda von Hartmanna. U jego podstaw znajdował się lęk przed otaczającym światem (głównie postępem technicznym, w którym upatrywano przyczynę destrukcji dotychczasowych, naturalnych więzi międzyludzkich) i przekonanie o nadchodzącej zagładzie cywilizacji.
Jednym z jego źródeł było też – popularne w XIX wieku – porównywanie społeczeństwa do organizmu – wierzono, że po okresie intensywnego rozwoju nastąpić musi obumieranie. Wyznawcy tego światopoglądu byli przeświadczeni o kryzysie ówczesnej cywilizacji i nadchodzącym zmierzchu kultury europejskiej. Kwestionowali oni wszelkie wartości moralne i społeczne (sceptycyzm). Ich dzieła są pełne apatii, wyrażającej się m.in. w demonstrowaniu atrofii uczuć i emocji, a także w przekonaniu o bezsensowności ludzkiej egzystencji, niemożności walki ze światem i własnej niemocy twórczej.

## Dekadentyzm w Polsce
Początkowo w Polsce termin „dekadentyzmu” i „dekadenta” przyjęto dość chłodno – w dodatku znacznie później, niż w krajach Europy Zachodniej (poł. lat 80. XIX wieku); towarzyszyły temu raczej negatywne emocje. Artur Górski dekadenta zdefiniował, jako wynik „rozczarowania do życia społecznego i jego typowego produktu, tj. do współczesnego filistra”. Dekadent polski (wykreowany m.in. w utworach Przybyszewskiego), to obdarzony dużą inteligencją refleksyjny egocentryk, nieposiadający ukierunkowanego „sposobu na życie”, często poddający się nastrojowi apatii; z jednej strony uważający sztukę za jedyny przejaw kultury, z drugiej przekonany o własnej niemocy twórczej. Przede wszystkim zaś, w życiu społecznym postawa dekadenta miała stać w absolutnej opozycji do postawy „mieszczanina-filistra“. Z postawą dekadenta utożsamia się obecnie tzw. cyganerię artystyczną. Charakterystyczne dla dekadentów jest również dążenie do izolacji oraz fascynacja zjawiskami parapsychicznymi i spirytyzmem.

## Dekadentyzm w modernizmie
Dekadentyzm stał się jednym z podstawowych nurtów światopoglądowych modernizmu (początkowo uważany był nawet za kompletnie odrębny nurt literacki). Jego stylistykę i ideologię można odnaleźć m.in. w utworach Paula Verlaine’a i Arthura Rimbaud. Dzieła zgodne z duchem dekadentyzmu można odnaleźć także w twórczości polskich literatów m.in.: Kazimierza Przerwy-Tetmajera, Antoniego Langego, Stanisława Koraba-Brzozowskiego, Leopolda Staffa i Stanisława Przybyszewskiego.

## Dekadentyzm w utworach
Problem dekadentyzmu w Polsce poruszyła m.in. Eliza Orzeszkowa w „Melancholikach”, Henryk Sienkiewicz w „Bez dogmatu” i w powieści historycznej Quo vadis. Powieść z czasów Nerona przedstawiającej schyłek świata cezariańsko-pogańskiego ustępującego chrześcijaństwu i atmosferę temu towarzyszącą, Leo Belmont w „W wieku nerwowym” i Marian Gawalewicz w „Mgle”.